# شعراء البحيرة

بلدة كيسويك في منطقة البحيرات

شعراء البحيرة هو اسم يطلق على مجموعة من الشعراء الإنجليز اللذين عاشوا في منطقة البحيرات في إنجلترا في مطلع القرن التاسع عشر. كمجموعة، لم يتبعوا أي من المدارس الفكرية أو الأدبية المعروفة آنذاك. وقد تمت تسيمتهم بهذا الأسم كنوع من التحقير من قبل مجلة إدنبرة. وهذه المجموعة هي جزء من الحركة الرومانتيكية.
الشخصيات الثلاث الأبرز لما أمسى يُسمى مدرسة البحيرات هم ويليام وردزورث، وصامويل تايلر كولريدج، وروبرت ساوذي. وكانوا مرتبطين بعدد من الشعراء كدوروثي وردزورث، وتشارلز لامب، وتشارلز لويد، وهارتلي كولريدج، وجون ويلسون، وتوماس دي كوينسي.
بخلاف شعراء البحيرة، جمال منطقة البحيرات ألهم العديد من الشعراء على مدى السنين. مثل جيمس پين، وبرايان پروكترر، وفيليسيا هيمنز، ووالتر سكوت، ونورمان نيكلسون.